# Полуэктово (Ярославская область)
Полуэктово — деревня Николо-Эдомского сельского округа Артемьевского сельского поселения Тутаевского района Ярославской области.
Деревня находится на юге сельского поселения, на расстоянии около 1,5 км с севера от железной дороги Ярославль — Рыбинск, железнодорожной станции Ваулово и одноимённый посёлок при ней. На расстоянии около 700 м к запалу от Полуэктово стоит деревня Осташево, наиболее крупный населённый пункт в окрестности. К югу от деревни, между Полуэктово и Валуево находся исток и верхнее течение реки Накринка, а севера протекает небольшой ручей, первый приток Накринки, которые сливаются в 2 км к востоку от деревни.
Деревня Полуехтова указана на плане Генерального межевания Борисоглебского уезда 1792 года. В 1825 Борисоглебский уезд был объединён с Романовским уездом. По сведениям 1859 года деревня Полуектово относилась к Романово-Борисоглебскому уезду.
На 1 января 2007 года в деревне Полуэктово числилось 14 постоянных жителей. По карте 1975 г. в деревне жило 20 человек. На почтовых указывается, что деревня обслуживается почтовым отделением Тутаев-2, что является ошибкой, ток как это почтовое отделение работает на другом берегу Волги.